# Nitocrella gracilis
Nitocrella gracilis är en kräftdjursart som beskrevs av P. A. Chappuis 1955. Nitocrella gracilis ingår i släktet Nitocrella och familjen Ameiridae. Inga underarter finns listade i Catalogue of Life.